# 威廉·馬格努斯
漢斯·海因里希·威廉·馬格努斯（德語：Hans Heinrich Wilhelm Magnus，1907年2月5日—1990年10月15日）是一名德裔美國數學家。他在組合群論、李代數、數學物理、橢圓函數和密鋪研究方面做出了重要貢獻。

## 生平
1931年，馬格努斯獲得法蘭克福大學博士學位。他的論文是在馬克斯·登的指導下完成的，題目是《從定義關係（自由選擇）看不間斷的群體》。
馬格努斯於1933年至1938年在法蘭克福大學任教。他拒絕加入納粹黨，因此在二戰期間未被允許擔任學術職位。1947年，他成為哥廷根大學教授。
1948年，他移居美國，在加州理工學院擔任客座教授期間，作為共同編輯參與了貝特曼手稿項目。1950年，他被任命為紐約大學庫蘭特數學科學研究所教授。他在那裡一直工作到1973年，之後轉到紐約理工學院，1978年退休。他的博士生包括瓊·比爾曼、馬丁·格林德林格（Martin Greendlinger）、艾德納·格羅斯曼、赫伯特·凱勒、西摩·利普舒茨和凱瑟琳·F·庫肯（Kathryn F. Kuiken）。

## 延伸閱讀
- The Mathematical Legacy of Wilhelm Magnus: Groups, Geometry, and Special Functions. Conference on the Legacy of Wilhelm Magnus May 1–3, 1992 .

## 外部連結
- 威廉·馬格努斯在數學譜系計畫的資料。
- 約翰·J·奧康納; 埃德蒙·F·羅伯遜, ,  （英语）